# Taparella spectra
Taparella spectra är en insektsart som först beskrevs av William Lucas Distant 1914.  Taparella spectra ingår i släktet Taparella och familjen Flatidae. Inga underarter finns listade i Catalogue of Life.